# Carina Bär
Carina Bär (ur. 23 stycznia 1990 w Heilbronn) – niemiecka wioślarka, dwukrotna mistrzyni świata, złota i srebrna medalistka igrzysk olimpijskich.

## Osiągnięcia
- Mistrzostwa świata juniorów – Pekin 2007 – dwójka podwójna – 5. miejsce.
- Mistrzostwa świata juniorów – Linz 2008 – jedynka – 1. miejsce.
- Mistrzostwa świata U-23 – Račice 2009 – jedynka – 3. miejsce.
- Mistrzostwa Europy – Brześć 2009 – dwójka podwójna – 7. miejsce.
- Mistrzostwa Europy – Montemor-o-Velho 2010 – czwórka podwójna – 2. miejsce.
- Mistrzostwa świata – Karapiro 2010 – czwórka podwójna – 3. miejsce
- Mistrzostwa Europy – Sewilla 2013 – czwórka podwójna – 1. miejsce.
- Mistrzostwa świata – Chungju 2013 – czwórka podwójna – 1. miejsce
- Mistrzostwa świata – Amsterdam 2014 – czwórka podwójna – 1. miejsce